# Aegidiimarkt

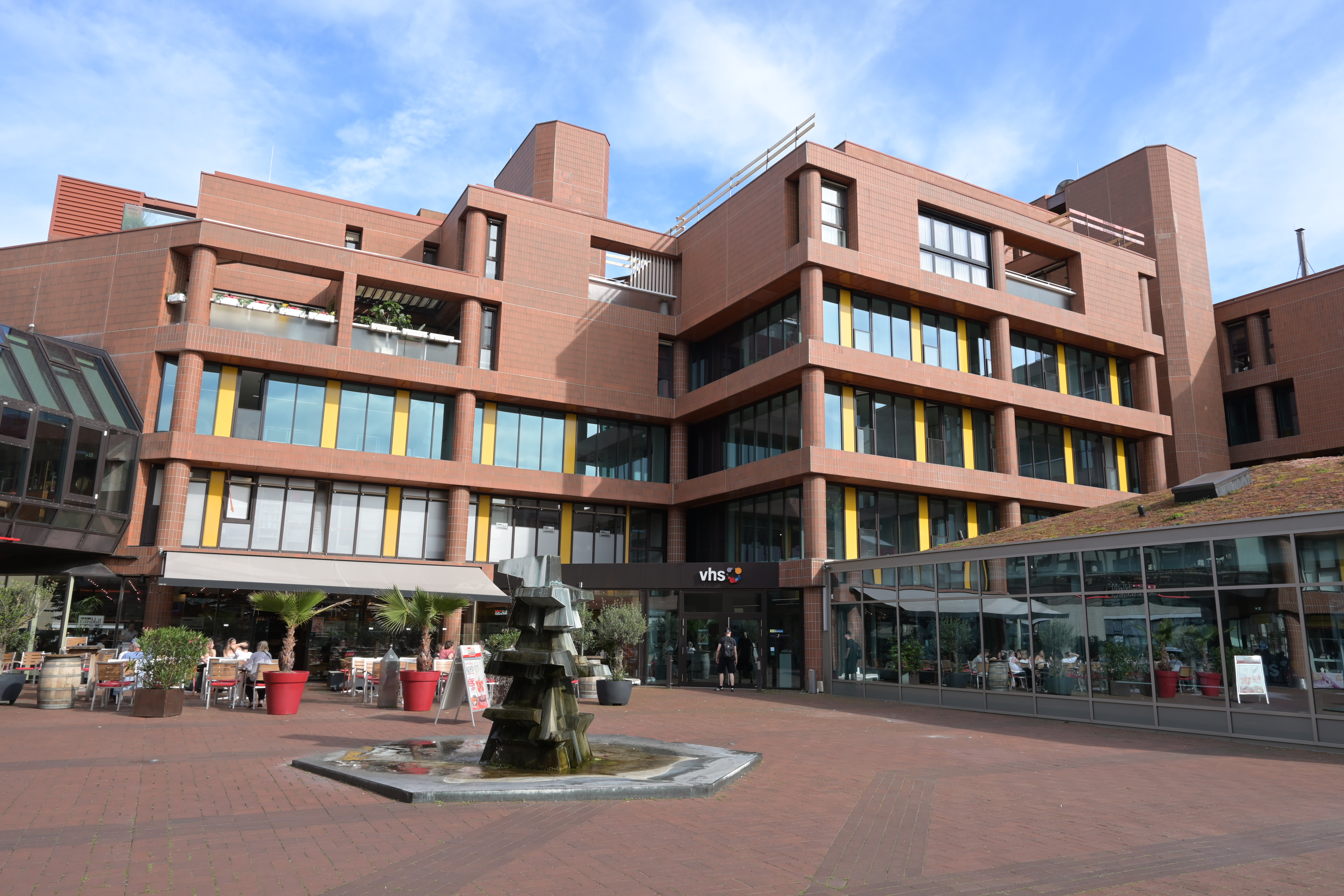
Hauptplatz (2025)

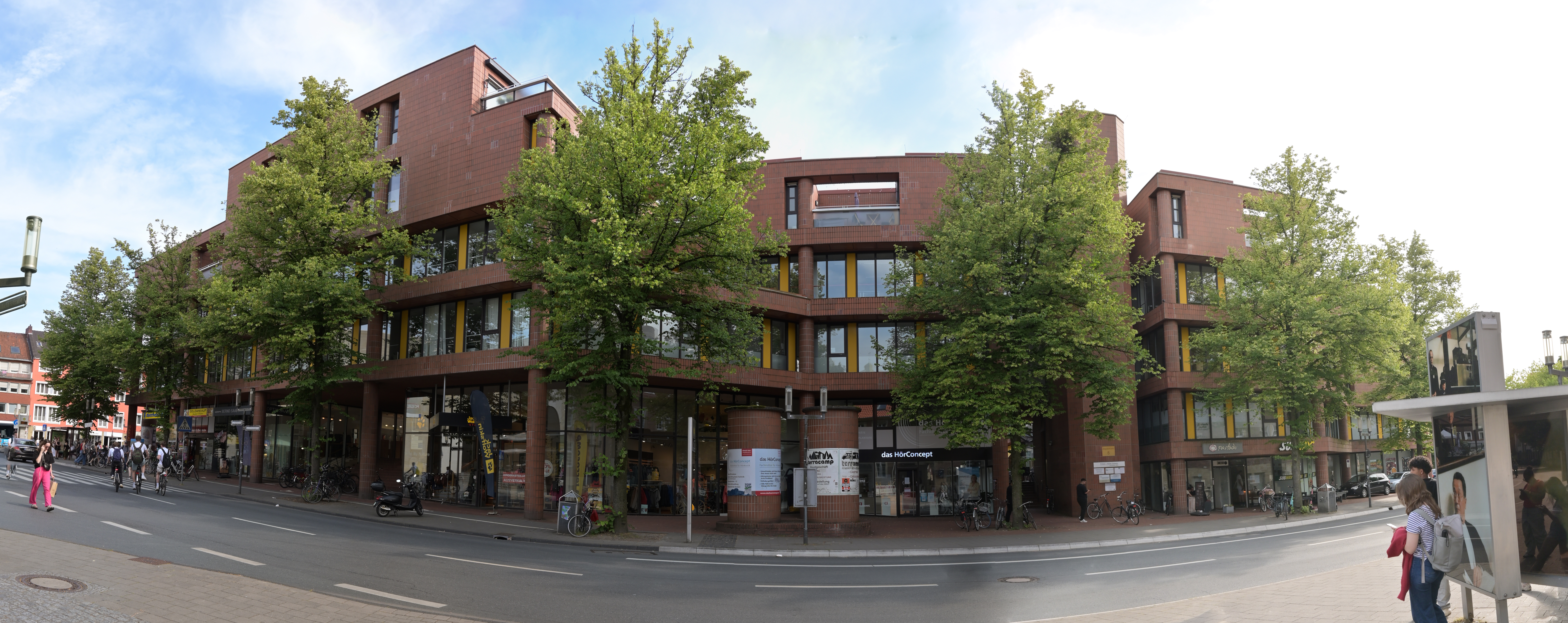
Außenansicht des Gebäudekomplexes auf Seite der Johannisstraße (2025)

Der Aegidiimarkt in Münster ist die Lagebezeichnung für den gesamten im Bereich des ehemaligen Aegidiiparkplatzes errichteten Gebäudekomplex, der im Norden an die Johannisstraße und im Osten an die Aegidiistraße grenzt.

## Geschichte
Vor dem Jahre 1819 befand sich dort die Klosteranlage der Zisterzienserinnen, das Aegidiikloster. Doch nach Abriss der baufälligen Aegidiikirche entstand um 1830 die Aegidii-Kaserne (auch Dreizehnerkaserne) des Infanterie-Regiments Nr. 13, welche im Zweiten Weltkrieg zerstört wurde. In der Nachkriegszeit wurde das Gelände lange Zeit nur als Parkplatz genutzt, ehe die Stadt das Gelände erwarb und hier ein modernes Geschäfts-, Büro- und Wohnzentrum errichtete. Es wurde ein Architekturwettbewerb ausgerichtet, den das Architektenehepaar Dieter und Ulrike Kälberer gewann. Ab 1976 entstand die Anlage, 1979 wurde sie eröffnet. Beim Neubau wurde im Parkhaus in der zehnten unterirdischen Etage ein ABC-Schutzbunker eingebaut. Er sollte im Krisenfall 3000 Menschen Schutz bieten.